# Roam (association)
Pour les articles homonymes, voir Roam.
Roam, aussi stylisé ROAM, est une association française, créée en 1855, qui regroupe des sociétés d’assurance.

## Histoire
D'après les informations données sur son site internet, la Roam trouve son origine dans divers groupements informels existant depuis 1838. Le 22 octobre 1855 est créée la « Réunion des Directeurs de Sociétés Mutuelles » par un ensemble de directeurs de sociétés d'assurance mutuelle, pour dialoguer sur leur statut mutualiste et défendre l’assurance sous la forme de mutuelle, alternative aux sociétés de capitaux.
Cette structure devient association en 1936, et se transforme en 1940 en « Réunion des sociétés d'assurances à forme mutuelle de France ». En 1946, elle redevient association et prend son nom actuel, Roam pour « Réunion des Organismes d'Assurance Mutuelle ». Le 31 janvier 1986, elle devient un syndicat professionnel. 

## Activité
Ses adhérents sont régis par le Code des assurances, le Code de la mutualité ou le Code de la Sécurité sociale. 
En janvier 2023, Pierre Esparbes succède à André Renaudin à la présidence. En janvier 2024, Stéphane Désert est élu président pour une durée de deux ans.
En 2025, Roam représente 80 sociétés d’assurances adhérentes (dont une majorité de sociétés d'assurance mutuelle,,).